# Ardistomopsis
Ardistomopsis is een geslacht van kevers uit de familie van de loopkevers (Carabidae). De wetenschappelijke naam van het geslacht is voor het eerst geldig gepubliceerd in 1989 door Straneo & Ball.

## Soorten
Het geslacht Ardistomopsis omvat de volgende soorten:
- Ardistomopsis andrewesi Straneo & Ball, 1989
- Ardistomopsis batesi Straneo & Ball, 1989
- Ardistomopsis marginicollis (Schaum, 1864)
- Ardistomopsis myrmex (Andrewes, 1923)
- Ardistomopsis ovicollis (Bates, 1886)
- Ardistomopsis papua Darlington, 1962